# Equites Dalmatae
Equites Dalmatae (с лат. — «Далматские всадники») — класс кавалерии в поздней древнеримской армии. Они были одной из нескольких разновидностей кавалерии, или вексилляций, созданных между 260-ми и 290-ми годами в рамках реорганизации и расширения римских конных войск (другие — equites stablesiani, equites Mauri и equites scutarii). Эти новые кавалерийские вексилляции в основном возникли как отряды, выделенные из основных боевых единиц (ал, конных когорт, легионной кавалерии), а затем объединённые самостоятельные подразделения.
Значительная часть конного корпуса набиралась в западно-балканских провинциях (из далматов, дарданцев и паннонцев) на территории современных Албании, Македонии, Сербии и Хорватии, что позволило командованию выделить их отряды из общей массы кавалеристов в особое соединение — Далматскую конницу. В 293 г. соединение было разделено, и в организационном отношении конница Далматов состояла уже из вексилляций (по 500 чел.) — «vexillationes equitum Dalmatarum», — а возглавлял соединение военачальник в ранге дукса — «dux Dalmatarum». В IV в. конница Далматов была вновь поделена на множество отдельных подразделений — «клиньев» (cunei). В начале V века, Notitia Dignitatum упоминает 48 подразделений далматских всадников (cunei Dalmatarum), дислоцировавшихся по всей Римской империи (31 подразделение на Западе, 17 на Востоке).
Наиболее ранние упоминания далматских всадников относятся ко времени правления Галлиена (правил в 260—268 годах). Далматские всадники способствовали победам Клавдия II (правил в 268—270 годах) над готами в 269 году, а также участвовали в завоевании Аврелианом Пальмирского царства в 272—273 годах. Впоследствии, вероятно, при тетрархии или Константине I Великом, большая часть далматских всадников были размещены в качестве гарнизонов в пограничных провинциях. Эпиграфический памятник, обнаруженный в 1995 г. в ходе исследований Херсонеса Таврического (Севастополь, Россия), свидетельствует о пребывании неизвестного подразделения equitum Dalmatarum в Крыму в начале IV в. Дольше всего подразделения конницы Далматов просуществовали на востоке Римской империи. Так, достоверно известно, что в 535 г. нумер «доблестных» Tertio Dalmatarum нес службу в подчинении дукса Финикии, а финансовый отчет, обнаруженный в Египте, надежно зафиксировал пребывание здесь в январе 541 г. подразделения «отважных Шестых Далматов» — ἀριθμῷτῶν γενναιοτάτων Σεξτοδαλματῶν.